# Namina Forna
Namina Forna, née le 9 janvier 1987 à Freetown, est une auteure américano-sierraléonaise de littérature pour jeunes adultes et scénariste.
Son premier roman Les Guerrières au sang doré est publié en février 2021 et rentre rapidement dans les listes du New York Times et des meilleures ventes indépendantes,,.

## Biographie
Namina Forna est née et grandit à Freetown, la capitale de la Sierra Leone. Namina Forna est la fille d'A. G. Sembu Forna, un homme politique sierra-léonais,, et sa mère est l'ambassadrice et ancienne vice-ministre des Affaires étrangères de la Sierra Leone, Ebun Strasser-King.
Après le divorce de ses parents, sa mère déménage à Atlanta, aux États-Unis. Cependant, en raison de la guerre civile imminente et de l'instabilité politique générale en Sierra Leone, son père décide d'envoyer également sa fille de neuf ans vivre avec sa mère aux États-Unis. Forna adore lire depuis qu'elle est enfant. Dans une interview accordée à Elle, elle explique que lire est sa façon d'échapper aux atrocités de la guerre civile.
À Atlanta, elle fréquente le Spelman College (en), une université historiquement noire privée d'arts libéraux pour femmes, où passe du temps en tant qu'élève de Nawal El Saadawi qui va inspirer Les Guerrières au sang doré, le roman fantastique féministe pionnier de Forna. Après l'obtention de son baccalauréat ès arts au Spelman College, Forna déménage à Los Angeles, en Californie, où elle fréquente l'USC School of Cinematic Arts, où elle obtient une maîtrise en beaux-arts en production cinématographique et télévisuelle.

## Carrière
Écrivant dans The Guardian en 2021, Forna déclare que c'est son père et sa grand-mère qui l'ont inspirée à devenir autrice. Enfant, elle les entendait raconter des histoires sur des femmes fortes, comme Mami Wata, la déesse de l'eau, et les Amazones du Dahomey. Elle découvre plus tard que la littérature occidentale manque de héros féminins noirs, et elle est poussée à changer cela.
Forna devient la première Américaine Sierra-léonaise à conclure un contrat de livre avec un grand éditeur pour un roman fantastique pour jeunes adultes. Parmi l'attention critique positive reçue par Les Guerrières au sang doré, publié en 2021, une critique dans Publishers Weekly notait : « Des héroïnes formidables et une mythologie féministe réfléchie distinguent le lancement de la trilogie fantastique inspirée de l'Afrique de l'Ouest du premier auteur Forna. Une action abondante donne le ton, tandis qu'une intrigue nuancée prône le changement social en illustrant la myriade de façons dont la société met les femmes en cage et les marchandise. ». Une semaine après la sortie en 2021 de Les Guerrières au sang doré, il a été annoncé dans Deadline Hollywood que la société de production cinématographique indépendante Makeready avait signé Forna pour écrire le scénario d'une adaptation cinématographique.

## Prix et distinctions
Son roman Les Guerrières au sang dorés pour le prix Nommo du meilleur roman 2022.

## Œuvres

### SérieLes Immortelles
1. Les Guerrières au sang doré, De Saxus, 2022 ((en) The Gilded Ones, 2021), trad. Jacques Collin, 438 p.  (ISBN 978-2-37876-074-8)
2. Les Guerrières sans pitié, De Saxus, 2023 ((en) The Merciless Ones, 2022), trad. Jacques Collin, 512 p.  (ISBN 978-2-37876-231-5)
3. Les Guerrières éternelles, De Saxus, 2024 ((en) The Eternal Ones, 2024), trad. Jacques Collin, 496 p.  (ISBN 978-2-37876-381-7)